# Vilas Boas (Chaves)
Vilas Boas ist eine Gemeinde (Freguesia) im portugiesischen Kreis Chaves. In ihr leben 164 Einwohner (Stand 19. April 2021).